# 記憶女神的女兒們
《记忆女神的女儿们》（Mnemosyne -ムネモシュネの娘たち-）是由XEBEC制作的日本动画作品。

## 概要
本作是一部充满黑暗风格以及含有情色描写的科幻动画，为纪念AT-X动画频道设立10周年而产生。于2008年2月开始播出，每月一话，共6话，每话45分钟。将先在收费频道AT-X放送无修正先行版，之后可能在無線電視放送修正版。故事以东京为舞台，夹杂着动作与谋杀，围绕着开设事务所的少女麻生祇燐展开。

## 故事简介
在新宿开设事务所的女性麻生祗燐，不断地经历着不寻常的事件。在寻找猫的过程中，她无意发现一位记忆模糊的青年——前埜光辉。在帮助他寻找记忆的工程中，渐渐发现青山制药同此事件有着密切的联系。
麻生祗燐混入青山制药的聚会试图寻找线索，不过神秘的暗杀者罗拉、美少年埃伯斯、以及青山制药的所长山之边沙耶罗，挡在她的面前。

## 登场人物
麻生祇燐（声：能登麻美子）
主人公。看起来約二十五六岁，但實際年齡有1000多歲了，單身。戴眼镜是她的魅力之处。平时常穿黑色的套装，外表粗野，其實性格意外地纖細，不抽煙，非常愛喝酒。身手矯健且武術高強，曾多次在一對多的情況下控制場面。在西新宿古旧大楼中经营着“麻生祇咨询（麻生祇コンサルティング）”事务所。拥有不死之身，因為“時間之軸的果實”進入身體而變成了不老不死的人。身上總是帶著幾片刀片和一條鋼絲線，作為她戰鬥時的武器（偶爾也有用槍）。
深愛著多遲摩毛理，對光輝有好感，對咪咪也有著特殊的情感。在第五集裡，因為之前在戰鬥時被吸進了渦輪噴氣發動機而毀壞了整個肉體，花了25年肉體才再生，也因此失去了記憶（之後被羅拉刺殺時回復了記憶）。在第六集的最後成為了新一代的世界樹守護人，並懷上了多遲摩毛理的孩子。
咪咪（声：釘宮理惠）
燐的助手，有著俏麗的馬尾和開朗的個性。在“麻生祗咨询”工作。工作内容是财务管理以及其他杂事。除了特別喜歡喝伏特加之外一直劝燐好好工作。兩人一样拥有不死之身，有一隻同為不死之身的愛犬叫做源太。第五集由於原本的諮詢事務所建築在2025年的都市更新中被拆毀於是遠走高飛，在2055年當時轉行擔任京都某小廟的尼姑，法號為「安慈」。
罗拉（声：大原沙耶香）
外表年齡和磷差不多大小，雖然是位女性，卻也是相當能幹的獵人，擅長使用槍和各種武器。雇主為埃伯斯，目標是狙擊磷。雖然燐把她殺死了無數次，但是之後埃伯斯都會把她復活。對燐意外地執著，有著如埃伯斯一樣的變態的心理，喜歡虐待燐，讓燐痛苦才殺掉她。
在第四集裡，埃伯斯把她變成了機器人，第五集裡變成了智能機體，但是精神上還是和被埃伯斯折磨的肉體有聯繫（注：第五第六集裡坐在棋盤前被埃伯斯以SM手法對待的那個紅發少女就是羅拉本身的肉體）。
第六集，由於羅拉違反埃伯斯的命令執意要殺掉燐，引起了埃伯斯的不滿，而派出天使殺掉羅拉。最後，她拜託燐把她的時間之軸的果實餵給埃伯斯(燐餵的方式是把她的時間之軸的果實往埃伯斯下體塞進去…)，讓他痛苦地嚐到自己的記憶。
委託人為埃伯斯。
埃伯斯（エイポス，声：石田彰）
不顾人间伦理生活着的美少年。有着独特的审美观，不正常的杀戮者。為現任守樹人，企圖永遠做守樹人。此人為雌雄同體。父親為多遲摩毛理，前任世界樹的守護人。
其真實性別為一個陰陽人，因此同時擁有不死女性的不死能力和天使的力量。
山之边沙耶罗（声：田中理惠）
青山製藥狹山研究所所長，1990年在研究所進行非法克隆技術的實驗，以便使人類達到不死之身的境界。自尊心極高，典型的虐待狂。在第一集的最後被自己所製造出的殭屍包圍。之後在第三集再次登場，告訴燐當時在自己的最後一刻，埃伯斯出現並餵她吃了時間之軸的果實，得以倖存。但當時她的身體已經殘缺不全了，所以一直到21年後世界上已經有了動力服的發明才能如正常人一般活動。最後，在死亡貨輪上與燐和光輝對決之後被埃伯斯殺死，並奪走了她的時間之軸的果實。
多遲摩毛理（多迟摩毛理，声：田中正彦）
前任世界树的守护人，埃伯斯的父亲。早在一千多年前认识了燐，并与其相恋。按照他的原话，“看护着你是我唯一活下去的理由”。根据第五集中的传说，他就是日本传说中的多迟摩毛理，奉垂仁天皇之命去寻找時間之軸的果實。不过等他找到时，天皇已经过世了。
多迟摩毛理是整个故事隐藏的主要人物，从第一集开始燐就一直和他保持通话。第六话里，燐说了他教会了她很多东西，包括读书写字以及世界树的事（有点幼驯染的走向）。之所以选择了在一千多年前离开燐是因为得知了燐是不老不死之人，如果和她在一起就会想和她结合，并把她吃掉。
虽然是世界树的守护人，但是与其他的不死之身的人不同，他的身体受伤后貌似不会自动痊愈（或是痊愈的速度很慢）。和其他的天使不同，就算不张开翅膀也能对身体里有時間之軸的果實的女人产生影响。在第六集，和燐身心结合后就被埃伯斯杀死，不过已经成功地让燐受孕。
玻璃罐（声：笠原留美（第一代）／中島繪美（第二代）／永木貴依子（第三代））
另一位向燐與咪咪提供關鍵情報的女性提供人。由於登場時固定喜歡喝酒吧的Glass Hopper雞尾酒飲品所以代號也用此稱呼，自本作中的1990年跨越至2055年三代交替下仍在繼續提供關鍵情報，由於是女同性戀者所以向燐與咪咪以肌膚之親作為交換情報的預付金。
前埜光辉（声：檜山修之）
1990年初次登場時20歲。第一话时在新宿开事务所的女主角麻生祗燐接了一个找猫的任务，却无意捡回一个记忆模糊的青年前埜光辉。后来帮助他寻回记忆，燐发现青山制药和光辉的失忆事件有着千丝万缕的联系，并知道了光辉是克隆培養體。之后选择了在燐的事务所工作。後來在2011年時結婚育有一子（前埜輝紀）。最後為了阻止沙耶羅的邪惡計畫變成天使，但被埃伯斯強行取出時間之軸的果實而死。
前埜輝紀（声：加藤英美里（童年時期）／平川大輔（成年時期））
前埜光辉的兒子。在2025年就讀東京商業大學的當時迷上了時下名為「1.5」的虛擬情境網路中愛上虛擬網路少女瑠音之後曾被捲入相關事件中，在專用飛機上的戰鬥中被燐推出去後生還，2055年已經成為自家企業前埜集團的董事長，並有了一名獨生女。
前埜美汐（声：名塚佳織）
前埜光輝的孫女，前埜輝紀的女兒，喜歡福爾摩斯，對推理及歷史感興趣。
柳原保（声：松本保典）
燐的友人，警官，從故事開始的1990年至2025年遇害為止为燐提供关键情报，亦因提供情報而遭他人殺害。
島崎有紀（声：鷹森淑乃）
1991年當時在東京鐵塔與光輝相遇後，因為自己認為失蹤的哥哥省吾是天使並且想搜查的緣故所以向諮詢事務所請求委託。在事件過後跟光輝結婚成家然後生下輝紀，2011年在光輝過世後獨自一人照顧輝紀，於2055年再次登場時已是一張遺照的方式出現。

### 事件人物
瑠音（声：生天目仁美）
在第四集的5年前於虛擬情境網路「2.0」出現的虛擬網路少女，初期是為了要排遣現實世界中男性上班族與年輕人們的生理需求。由於是虛擬人工智慧所以無法於當代被稱為「1.0」的現實世界中出現，直到遇見輝紀然後在要求下於「1.0」的真實姿態登場。真實身分是製作人神山克行已經死去的女兒，生前記憶由電腦存取，現實世界中出現在輝紀面前的是繼承相關記憶的仿生人，由於執著心非常強的關係所以想獨佔他，最後與燐拉出飛機外打鬥的過程中被捲入飛機噴射引擎內粉碎。
島崎省吾（声：石川英郎）
有紀在委託中協尋的失蹤的哥哥，職業是專業駭客。由於被矢作所屬的組織給威脅要取得網路上蘇聯書記長隔天的行程表以暗殺他之後被「處理」掉的關係，於重傷瀕死下遇見了埃伯斯。之後成為天使再次復仇，最終被燐給打倒化成灰。

## 世界观
时间之轴的果实：世界之樹之變異孢子，物质构成目前一切不明。并且，此物质目前属于人类不可控状态，比如在什么时间，进入哪个人的体内等，都是无法由人类自己来控制的。

目前已知，被此物质进入体内的人类女性，将变成不死的女性，燐和咪咪都属于这种类型，果實貌似對動物也有效，動畫第四話裡事務所中的英國古代牧羊犬源太被人射殺後最後依然還活著。可得知如果果实进入男性体内，男性将变成“天使”。但其实并不是真正的天使，而是像天使一样拥有翅膀且力量强大的怪物。作为代价，本人的情绪及意志失控，处于暴走状态，嗜血残杀，寿命也只剩下几周而已，果實進入雄性動物是否產生的變化尚未得知。

当不死的女性和“天使”相遇的时候，女性体内会有共鸣，并且会有抑制不住的肉体上的冲动，如果不能及时消灭“天使”的话，会被“天使”当作食物一样蚕食掉。所以对于不死的女性而言，“天使”是其天敌一样的存在。
世界之樹：無限的情報收集體，所釋放的孢子會記憶其穿過的食物，最終進入土壤的孢子會回歸世界之樹，由世界之樹將情報儲存。
守樹人：責任為守護世界之樹，推測其屬性是“天使”。守樹人會與神之新娘結下誓約、交合後生下下一代守樹人。

## 制作人员
- 原作 - XEBEC、GENCO
- 監督 -
- 企画 - 中村直樹、真木太郎、平山博志、下地志直
- 製作 - 田村学、白井久人、青木建彦
- 监制 - 紅谷佳和、植田泰生、大澤信博
- 动画监制 - 千野孝敏
- 構成 - 大野木寛
- 人物原案 - 中央東口
- 人物設定 - 石原満
- 道具设计 - 、北田勝彦
- 美術監督 - 脇威志、近藤由美子
- 色彩設計 - 伴夏代
- 音響監督 - 三間雅文
- 撮影監督 - 広瀬勝利
- 3D导演 - 三田邦彦
- 編輯 - 大竹弥生
- 音乐 - 根岸貴幸
- 音乐制作 -
- 音乐制作协力 -
- 出品 - GENCO
- 动画制作 - XEBEC
- 製作 -

## 各话标题
| 話數 | 日文標題 | 中文標題             | 劇本     | 分鏡          | 演出                            | 作畫監督 |
| ---- | -------- | -------------------- | -------- | ------------- | ------------------------------- | -------- |
| 1    |          | 猫不会笑             | 大野木寛 |               |                                 | 石原滿   |
| 2    |          | 天使不會哭泣         | 大野木寛 | 山岡信一      |                                 |          |
| 3    |          | 花不會流淚           | 大野木寛 | 榎本明廣      | 赤尾良太郎                      |          |
| 4    |          | 幽靈不會叫           | 大野木寛 |               | 明珍宇作 山崎正和 松浦力        |          |
| 5    |          | 聖夜不會閃耀         | 大野木寛 |               | 石原滿 高橋晃 石本英治 山岡信一 |          |
| 6    |          | 然後迎向王國的門扉…… | 大野木寛 | 石原滿 高橋晃 |                                 |          |

## 主題曲
片头曲「ALSATIA」
作詞：YAMA-B、作曲：Syu、歌：Galneryus
片尾曲「CAUSE DISARRAY」
作詞：YAMA-B、作曲：Syu、歌：Galneryus

## 腳注
1. ↑  太平洋游戏网：XEBEC携手中央东口!内涵原案动画《记忆女神的女儿们》公布![永久] 2007-11-07访问

## 关联项目
- 谟涅摩叙涅

## 外部連結
- 動畫官方網站（日語）
- 音泉 - 第00回（日語）